# Бои при Энгельхольме
Бои при Энгельхольме (швед. Slaget vid Ängelholm) — первые столкновения датско-шведской войны (1657—1658). Шведское наступление на Сконе было остановлено защитниками Энгельхольма, вынудившими противника отступить.

## Начало войны

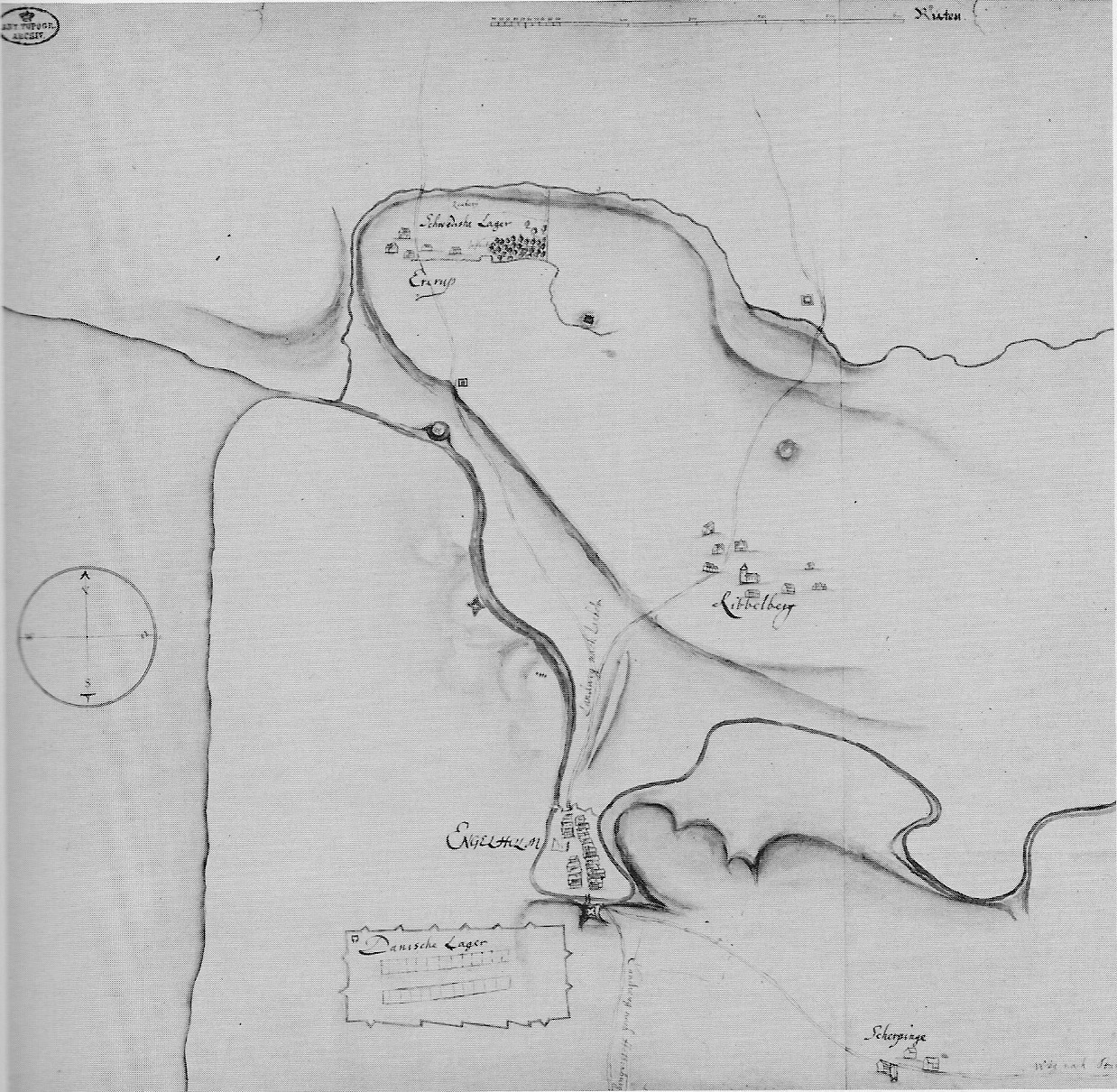
Датская карта поля боя августа 1657 года, на которой показаны шведский лагерь в Эррарпе и датский лагерь к юго-западу от Энгельхольма.

5 июня 1657 года Дания, воспользовавшись тем, что основные шведские войска вели борьбу в Польше, официально объявила войну Швеции. Так как датчане, которыми командовал Ульрик Кристиан Гюльденлёве, в начале лета ещё не начали боевых действий, этим воспользовался шведский наместник Смоланда и Халланда Пер Браге, который к середине июля собрал в Маркариде контингент около 3700 человек и основательно обучил его.
Вначале Браге решил решил пограбить датскую провинцию Сконе и двинулся на Бостад. На рассвете 18 июля между шведским авангардом и двумя датскими ротами  произошел бой у Хеммеслёва под Бостадом, после чего датчане отступили в сторону Энгельхольма, а шведы захватили и разграбили Бостад, покинутый гарнизоном и жителями. Затем Браге двинулся с основной частью кавалерии и двумя пушками на юг, в сторону Энгельхольма, перешёл в Эррарпе вброд речку Кегле, сбил датский авангард из 200 всадников и преследовал его до городских ворот Энгельхольма. Встретив там сильный обстрел из пушек, шведы отступили и 19 июля вернулись в Бостад.
26 июля основные датские силы, около 3000 человек, наконец, прибыли в Энгельхольм с целью наступления на шведскую территорию. В это же время в Сконе был отдан приказ о всеобщей мобилизации крестьян. 
Решив упредить противника в наступлении, вечером 4 августа Пер Браге со своей армией численностью в 3700 человек снова двинулся на юг от Лахольма к Маргрететорпу и расположился там лагерем. В то же время датская армия, усиленная стрелками Свена Поульсена, готовилась к бою в окрестностях Энгельхольма.

## Бои за город
В четыре часа утра 5 августа обе армии были выстроены в боевой порядок. Датчане под командой Акселя Урупа — к западу от города, и шведы — у реки. Энгельхольм с его домами, расположенными вдоль единственной улицы, был хорошо защищен с трех сторон рекой Рённе, а также частоколом с северной стороны и артиллерийскими батареями. Стрелки Поульсена не позволили шведам переправиться по мосту через Кегле и разрушили его. В конце концов шведы переправились через эту реку и преследовали стрелков до городских ворот, где какое-то время шла схватка на шпагах и пистолетах. Остаток дня противники безрезультатно обстреливали друг друга из пушек и мушкетов.
Следующую неделю обе стороны строили траншеи и редуты. Из-за доминировавшей датской артиллерии шведам так и не удалось ни форсировать Рённе, ни захватить Энгельхольм, а датчанам не удалось отбросить шведов. Поскольку шведам недоставало продовольствия, ночью 13 августа они пересекли Кегле и отступили в сторону Бостада, а затем двинулись дальше — в сторону Лахольма. Первое шведское наступление на Сконе потерпело неудачу.